# Mr. Wonderful
Mr. Wonderful este al doilea album de studio al formației Fleetwood Mac, lansat în 1968. Acest album blues este în mare parte similar cu albumul lor de debut, având totuși câteva modificări de personal și în tehnica de înregistrare. Albumul a fost înregistrat live în studio cu microfoane amplasate la difuzorul amplificatoarelor și sistem PA în locul instrumentelor cuplate direct în mixer. A fost inclusă o secțiune de saxofoane iar Christine Perfect din formația Chicken Shack a interpretat la claviaturi. În Statele Unite albumul nu a fost lansat sub numele de Mr. Wonderful, deși în jur de jumătate din piese au apărut pe albumul English Rose.
O versiune expandată a albumului a fost inclusă pe setul The Complete Blue Horizon Sessions.

## Receptare
Comparativ cu succesul enorm înregistrat de albumul de debut, Mr. Wonderful a primit recenzii negative; Allmusic l-a privit drept o dezamăgire. Patru dintre cântece, "Dust My Broom", "Doctor Brown", "Need Your Love Tonight" și "Coming Home", toate debutează cu un riff identic inspirat după Elmore James.

## Tracklist
1. "Stop Messin' Around" (Green, Clifford Davis) - 2:22
2. "I've Lost My Baby" (Spencer) - 4:18
3. "Rollin' Man" (Green, Davis) - 2:54
4. "Dust My Broom" (Elmore James, Robert Johnson) - 2:54
5. "Love That Burns" (Green, Davis) - 5:04
6. "Doctor Brown" (J.T. Brown, Buster Brown) - 3:48
7. "Need Your Love Tonight" (Spencer) - 3:29
8. "If You Be My Baby" (Green, Davis) - 3:54
9. "Evenin' Boogie" (Spencer) - 2:42
10. "Lazy Poker Blues" (Green, Davis) - 2:37
11. "Coming Home" (James) - 2:41
12. "Trying So Hard to Forget" (Green, Davis) - 4:47

## Personal
Fleetwood Mac
- Peter Green - voce, chitară, muzicuță
- Jeremy Spencer - voce, chitară
- John McVie - chitară bas
- Mick Fleetwood - tobe, percuție

Personal suplimentar
- Christine Perfect - pian, claviaturi, voce
- Duster Bennett - muzicuță
- Steve Gregory - saxofon alto
- Dave Howard - saxofon alto
- Johnny Almond - saxofon tenor
- Roland Vaughan - saxofon tenor

Producție
- Mike Vernon - producător
- Mike Ross - inginer de sunet
- Terence Ibbott - fotografie și copertă